# Восточно-уральский терминал
Восточно-уральский терминал — российский терминал по перевалке навальных грузов в порту Восточный.
Грузооборот удобрений за 2010 год составил 851,5 тыс. тонн. Входит в группу «Трансхимэкспорт». Сокращённое наименование — ООО «ВУТ». Штаб-квартира — в Находке. Генеральный директор — Востриков Сергей Михайлович.
Создан в 1998 году на базе реконструированного щепового комплекса порта Восточный, открыт в присутствии министра транспорта России в 2002 году. До 2011 года через терминал осуществлялся экспорт минеральных удобрений уральского производства в страны Восточной Азии, ранее доставлявшихся через порт Вентспилс. С 2012 года терминал занимается перегрузкой каменного угля. Занимает площадь 10,82 га, имеет собственный причал длиной 218 метров, способный принимать суда дедвейтом до 45 тыс. тонн. Производственная мощность терминала — до 20 тыс. тонн грузов в сутки. Имеются крытые склады для хранения навальных грузов (угля) вместимостью до 160 000 тонн и открытые площадки для навала угля вместимостью до 90 000 тонн. Грузооборот за 2013 год составил 1 114 080 тонн угля, отгруженного на суда, а также 1 178 210 тонн угля, принятого на склады с железнодорожного транспорта. Грузооборот за 2014 год — 2 млн. 100 тыс. тонн; за 2015 год — 3 700 000 тонн и в 2016 году перевалили 4 млн 128 тыс. тонн угля в страны АТР. На сегодняшний день ООО «Восточно-Уральский Терминал» — динамично развивающееся предприятие, приоритетом которого является сохранение экологического баланса в регионе и качественная очистка каменного угля магнитными сепараторами и многоступенчатыми решетками перед подачей в трюмы судов.